# Chiesa di Sant'Ambrogio (Taleggio)
La chiesa di Sant'Ambrogio è il principale luogo di culto cattolico della località di Pizzino frazione di Taleggio in provincia e diocesi di Bergamo; fa parte del vicariato di San Giovanni Bianco-Sottochiesa.

## Storia
La chiesa ha una storia molto antica, è considerata la più antica della val Taleggio, ed era originariamente inserita nella diocesi di Milano. 

La data 1010 è impressa in numeri romani su di una croce, che era un'antica chiave di volta, murata nel portico. Questo porterebbe alla considerazione che quella sia la data di fondazione, e quella conservata appartenga alla chiesa primitiva. Nel 1225 all'edificio fu aggiunta una nuova cappella. Risulta fosse indicata nell'elenco delle chiese tributarie di san Pietro di Primaluna. Aggregate alla chiesa vi erano quelle di San Giovanni Battista di Sottochiesa e dei Santi Pietro e Paolo di Olda che furono si divisero nel 1494.
Nel Settecento la chiesa si presentava ammalorata e la curia di Milano invitò la popolazione a innalzare un nuovo edificio, che fu iniziato in località più decentrata, nel 1714 con la posa della prima pietra dall'allora curato Pietro Bellaviti Buttoni il 12 settembre. La nuova chiesa era stata progettata dall'architetto svizzero Antonio Berregio o Berizzi. L'edificio fu aperto alle funzioni religione il 28 settembre 1721. L'arcivescovo di Milano Giuseppe Pozzobonelli il 18 giugno 1754, visitò e consacrò il nuovo edificio confermandone l'antica intitolazione.
Con la definizione dei nuovi confini diocesani, la chiesa fu trasferita dall'arcidiocesi di Milano a quella di Bergamo. Il passaggio durò il triennio tra il 1784 e il 1787. Le autorità civili nel 1784 ne autorizzarono il passaggio, toccò poi alla Sacra Congregazione Concistoriale. Il 13 novembre 1786 papa Pio VI ne confermò l'autorizzazione con la bolla pontificia e nel 1784 la pratica fu ufficializzata dalle autorità vescovili di Milano e Bergamo.
Nell'elenco dello Stato del clero la chiesa è indicata nel vicariato di Sottochiesa, retta da un parroco coadiuvato e sussidiare le chiese di Santa Maria, San Lorenzo Antonio abate e Rocco, di Santa Vittoria dove furono sigillate reliquie di antichi martiri cristiani recuperate nel 1816 dalle catacombe di San Callisto.
Nel Novecento la chiesa fu oggetto di nuovi lavori. Le decorazioni della volta furono realizzate dal pittore Fermo Teragni nel secondo decennio, così come lavori di ammodernamento della facciata. Il vescovo Adriano Bernareggi il 21 agosto 1941 consacrò il nuovo altare maggiore e in quell'occasione fece dono delle reliquie dei santi Alessandro di Bergamo, Vittore, Ambrogio di Milano, Carlo e Nicola che furono sigillate nella nuova mensa. Durante il secondo conflitto mondiale alcuni soldati tedeschi applicarono il fuoco ad alcuni oggetti sacri per questo furono ricostruiti alcuni altari e nel 1953 fu posata la nuova pavimentazione. I lavori di ammodernamento furono seguiti dall'architetto Luigi Angelini.
Con il decreto vescovile del 27 maggio 1979 del vescovo Giulio Oggioni, la parrocchiale fu inserita nel vicariato locale di San Giovanni Bianco-Sottochiesa.
Nel 2010 venne restaurata la facciata e il retro della chiesa in occasione del millenario dalla sua prima fondazione.

## Descrizione

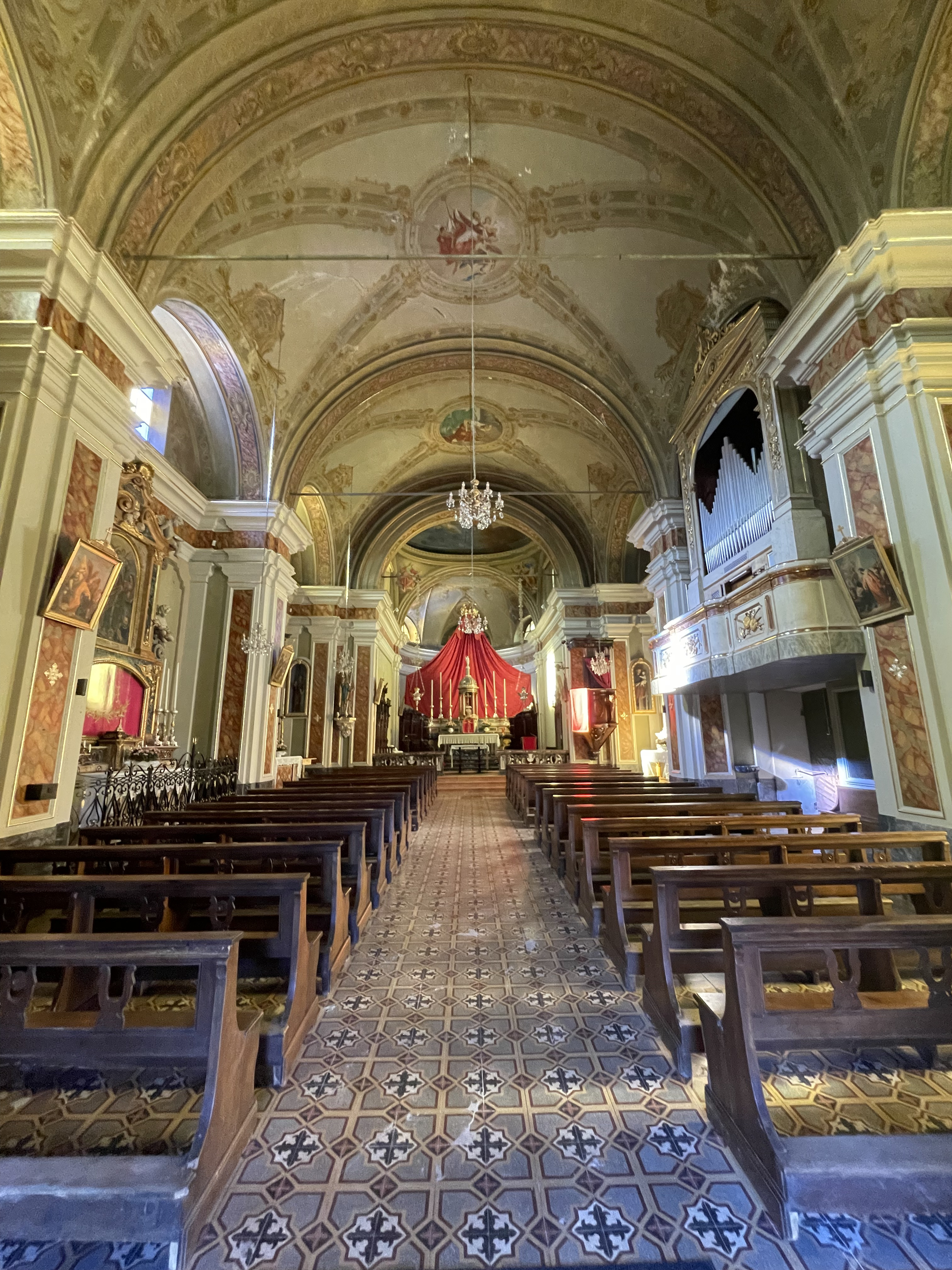
L'interno della chiesa

### Esterno
L'edificio di culto con facciata rivolta a sud è preceduto dal sagrato con pavimentazione in porfido in opus incertum. Sulla facciata spiccano quattro grandi lesene che poggiano su alta zoccolatura che percorre tutta la facciata, e coronate da capitelli dorici. Queste reggono la trabeazione e il frontone con timpano triangolare dove è scritta l'intitolazione della chiesa. Il settore centrale è avanzato rispetto ai due laterali che hanno una zoccolatura di minor misura. La sezione centrale presenta il portico con paraste e timpano in pietra locale. Nella parte superiore vi è un'apertura rettangolare atta a illuminare l'aula.

Il lato destro ospita il porticato che collega alla torre campanaria coperto con tetto a un solo spiovente.

### Interno
L'interno con volta a crociera, e a unica navata è diviso da lesene in tre campate. La controfacciata è dedicata alla zona penitenziale con due confessionali lignei. A sinistra della prima campata vi è il battistero nella cappella chiusa dalla cancellata, corrispondente a destra l'altare di san Luigi Gonzaga. Nella terza vi sono gli altari dedicato alla Madonna del Rosario sul lato sinistro e dei santi su quello destro.
La zona del presbiterio anticipata dall'arco trionfale e da tre gradini e delimitato dalla balaustra in marmo grigio. La parte è coperta dalla cupola completa di pennacchi. Due finestre laterali illuminano il presbiterio. Il coro absidato coperto da catino con due aperture lunettate, conclude la zona. L'altare maggiore in marmo rosso variegato di Camerata Cornello. Il paliotto ha la raffigurazione di sant'Ambrogio con uno sciame di api.